# رجل الحلوى (فلم)
رجل الحلوى (بالإنجليزية: Candyman) هو فيلم رعب تم إنتاجه في الولايات المتحدة وصدر سنة 1992 بطولة توني تود وفيرجينيا مادسن.

## القصة
قررت الطالبة (هيلين) أن تكتب أطروحة عن الأساطير والخرافات الشعبية، فقامت بزيارة الأماكن التي تروي أسطورة رجل الحلوى، وهو محارب قديم في الجيش يقوم بالظهور عندما يُنطق إسمه خمس مرات أمام المِرآة .ولكن هيلين لم تصدق كل هذا الهراء وعندما تجاهلت تحذيرات سكان المنطقة وتمادت في تحقيقها عن الامر بدأت سلسلة من جرائم القتل.فهل يمكن ان تتحقق الأسطورة.

## الميزانية والإيرادات
كلف الفيلم 9 ملايين دولار وحقق أرباح تقدر بـ 28 مليون دولار.

## وصلات خارجية
مقالات تستعمل روابط فنية بلا صلة مع ويكي بيانات